# 陈妙华 (作家)
陈妙华（英語：Chan Meow Wah），笔名丁娜（Tinoh Chan）、白霞，是新加坡华裔女作家、新闻编辑兼马来文化工作者。业余时主要翻译马来西亚和印尼的报章社论，与丈夫杨贵谊博士合编1972年《马来语大词典》，1973年《统一标准马来语词典》、第四版《统一标准马来语词典》（2018）以及《新编华马大词典》。现为新加坡文艺协会理事，新加坡作家协会、热带文学艺术俱乐部及马来作协“五十年代作家行列”的永久会员。

## 经历
陈妙华1936年生于中国广东，在南洋女中接受中学教育。曾是新加坡《星洲日报》及《联合早报》的新闻编辑，也接替作家鲁白野主编《马来语月刊》。
1958年，陈开始了她的写作生涯，她的第一篇短篇小说《阿鹅》（Ah Ngo），发表在《南洋商报》文学版。
陈妙华于2000至2003年担任马来作协“五十年代作家行列”的理事，是该会成立71年来的唯一一个华裔理事。
陈妙华退休前曾是国际新闻组高级编辑。

## 要职
陈妙华目前是新加坡文艺协会理事，新加坡作家协会、热带文学艺术俱乐部及马来作协“五十年代作家行列”的永久会员。

## 翻译作品

### 马来文学
- 《马来文坛群英》
- 《岛国马来风》
- 《印尼多姿彩》
- 《娘子军登黄山》
- 《刀尖下的生命》，马来长篇小说
- 《红宝石戒指》
- 《一片热土》，依沙卡马里的著作
- 《刺哇：白礁岛悲剧》，依沙卡马里的著作[4]
- 《悲君统治》，依沙卡马里的著作，马来长篇小说，与温昌联合翻译[5][6]
- 《河上风云》
- 《一杯酒一碗牛奶》
- 《乱麻》
- 《新华短篇小说集》[5]
- 《喀湃·喀湃》
- 《辜邦岸》，马华对照
- 《竹棍子》，马华对照
- 《中国古代民间传说》，华马对照

## 荣誉
陈妙华曾荣获“五十年代作家行列”文学贡献奖及新加坡马来语文理事会文学之友奖等。2016年7月，她获得了第15届亚细安华文文学奖的肯定。2021年，陈妙华与杨贵谊博士共同获得了首届新加坡书籍理事会颁发的终身成就奖。